# Gemeiner Klapperschwamm
Der Gemeine Klapperschwamm (Grifola frondosa), auch bekannt als Laubporling, Spatelhütiger Porling und unter seinem japanischen Namen Maitake (舞茸, dt. „Tanzpilz“), ist eine Pilzart aus der Familie der Riesenporlingsverwandten (Meripilaceae). Er wird besonders in Japan als Speisepilz geschätzt und findet Verwendung in der traditionellen chinesischen Medizin.

## Merkmale

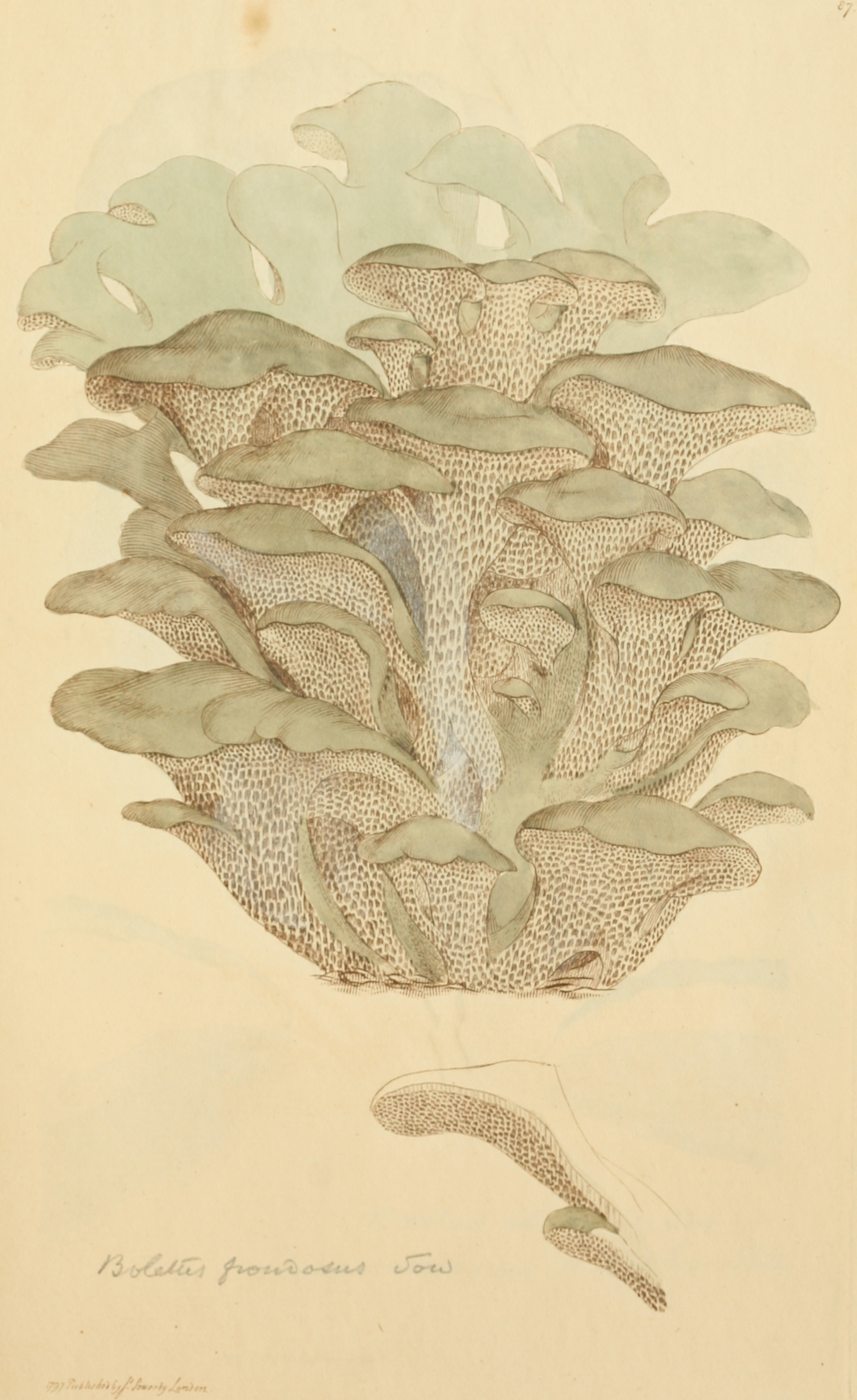
Illustration von James Sowerby

### Makroskopische Merkmale
Die Fruchtkörper stehen in Horsten und gleichen kleinen, belaubten, auf dem Boden stehenden Büschen. Sie können einen Durchmesser von über 50 cm und ein Gewicht von 5–15 kg erreichen. Der dicke Stiel des Pilzes verzweigt sich in viele dünnere Äste, die in abgeflachte, spatelförmige, sich übereinanderschiebende Hüte auslaufen und stets seitlich an diese ansetzen. Die Hutlappen sind 2–6, in Extremfällen bis zu 12 cm breit. Sie sind längsrunzelig und braun-grau. Auf der bei Druck nicht schwärzenden Unterseite befinden sich runde, weiße Poren. Das Sporenpulver ist weiß.

### Mikroskopische Merkmale
Die Basidiosporen sind kurz ellipsoid mit einer glatten Oberfläche. Sie sind 5–6 Mikrometer lang und 3,5–4,5 Mikrometer breit.

## Artabgrenzung
Der Gemeine Klapperschwamm kann mit dem Eichhasen (Polyporus umbellatus) verwechselt werden. Dessen Hüte sind jedoch zentral gestielt. Auch Verwechslungen mit dem Riesenporling (Meripilus giganteus) kommen vor, dessen Poren auf Druck aber schwärzen.

## Ökologie
Er wächst zumeist am Fuße alter Eichen (Quercus), seltener aber auch an Linden (Tilia), Kastanien (Castanea), Buchen (Fagus) und parasitiert an deren Wurzeln. Er verursacht im Holz eine Weißfäule. In der Regel erscheint der Pilz mehrere Jahre hintereinander an derselben Stelle.

## Verbreitung
Das Verbreitungsgebiet des Gemeinen Klapperschwamms erstreckt sich von den Subtropen bis in die nördliche gemäßigte Zone. In Nordamerika beschränkt sich das Verbreitungsgebiet auf den Nordosten der Vereinigten Staaten und Kanadas; einzelne Vorkommen wurden aber auch weiter westlich gefunden. Das westlichste Vorkommen liegt in Idaho. In Japan gedeiht der Pilz nur im Nordosten des Landes natürlich.

## Bedeutung

### Etymologie
Der deutsche Name entstand aus der Eigenschaft, dass die Hüte beim Schütteln der Fruchtkörper zusammenschlagen. Die lateinische Gattungsbezeichnung steht für die Fänge von Greifvögeln, denen die Hüte des Pilzes ähnlich zu sein scheinen.

### Speisepilz
In China und Japan wird der Maitake seit 3.000 v. Chr. gesammelt und gegessen. Heute ist er neben dem Shiitake (Lentinula edodes), Buna-Shimeji (Hypsizygus tessulatus) und Enoki (Flammulina velutipes) einer der wichtigsten Speisepilze der Region. Mit dem professionellen Anbau wurde in Japan 1981 begonnen und 325 Tonnen des Pilzes produziert. Im Jahre 1985 betrug die Gesamtproduktion bereits 1500 Tonnen und stieg bis 1991 auf 8000 Tonnen. Im Jahre 1993 betrug die Produktion 10.000 und 2001 etwa 40.000 Tonnen.